# Comité de Tránsito de Toronto

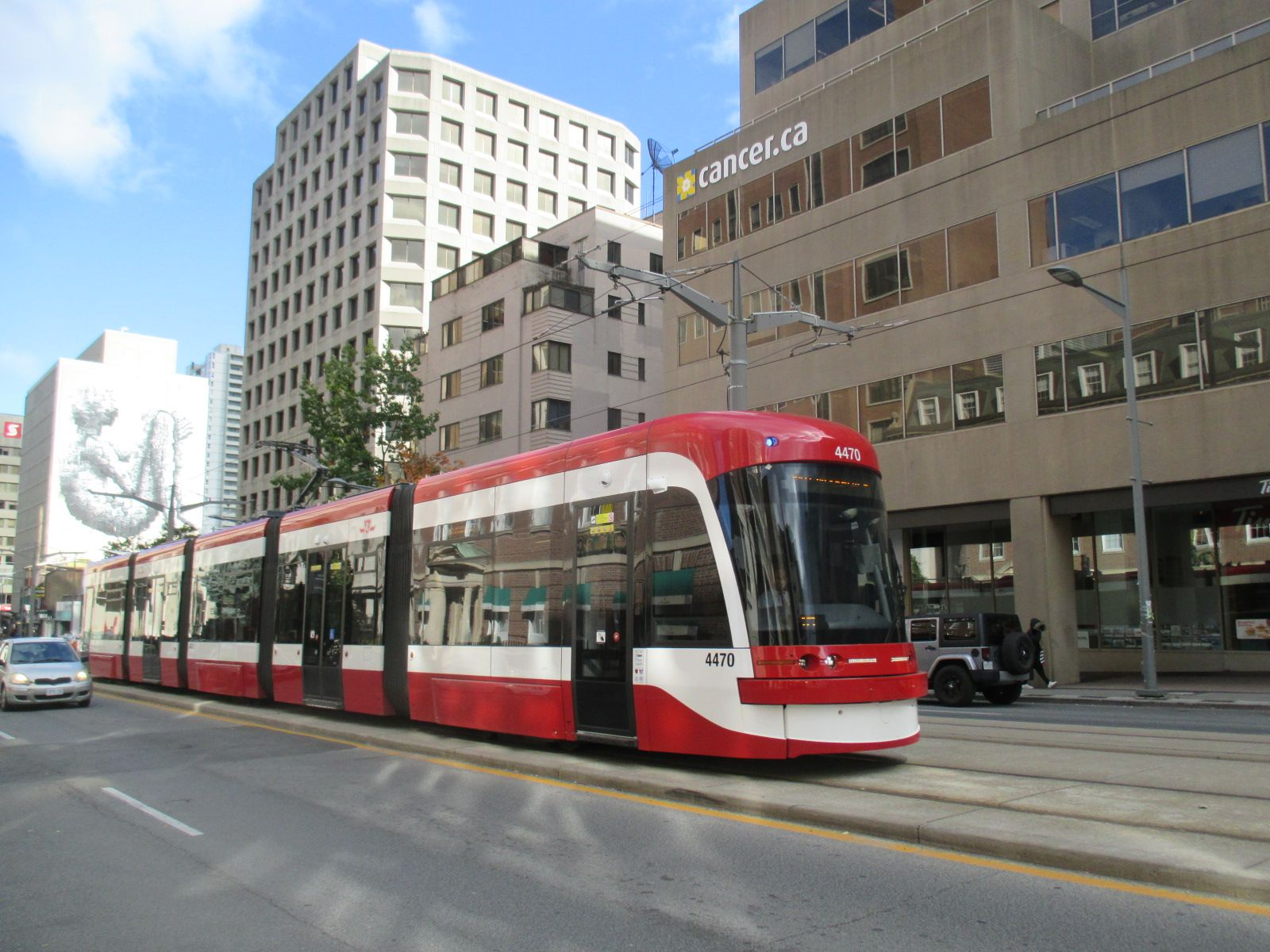
Tranvía de la Toronto Transit Commission en operación en la St. Clair Avenue.

El Comité de Tránsito de Toronto (en inglés: Toronto Transit Commission, por sus siglas: TTC) es el órgano público encargado de administrar el sistema de transporte público de la ciudad de Toronto, Ontario, Canadá. El sistema de transporte público administrado por la TTC, que incluye líneas de autobuses, tranvías y metro, es el tercero más transitado de América del Norte, solo por detrás de los de Nueva York y la Ciudad de México.
La TTC atiende a más de 2,3 millones de pasajeros al día, 1,2 millones a través de autobuses, 246 mil a través de tranvías y 900 mil a través del metro (y de estos, 45 mil a través de la Scarborough RT, una de las cuatro líneas de metro de la ciudad, que es bastante diferente de las otras tres). En 2005, la TTC empleó a 10.650 trabajadores y transportó una media de 2,368 millones de pasajeros al día. También suministra servicios para personas con discapacidades físicas, a través del servicio Wheel Trans, que atiende aproximadamente a 2900 pasajeros al día.
Coloquialmente, los tranvías de la TTC han sido (y aún son) conocidos como Red Rockets (Cohetes Rojos), y por ello, el uso de la expresión Ride the Rocket (Viaje en el Cohete) es muy común por parte de la TTC, que la usa como eslogan para atraer a los pasajeros, así como utiliza la palabra Rocket en algunas de las líneas de autobús expreso de la ciudad. También promueve el sistema de transporte público de la ciudad a través del eslogan The Better Way (El Mejor Camino).

## Historia

### Hasta 1950
La TTC fue creada en 1920, entonces con el nombre de Toronto Transportation Commission, a través de un acto de la provincia de Ontario, para administrar el sistema de transporte público de la ciudad de Toronto. Por aquel entonces, en la ciudad operaban diferentes compañías de transporte público. El sistema de transporte público estaba muy fragmentado, con nueve zonas tarifarias distintas (lo que significaba que los pasajeros que quisieran desplazarse entre diferentes zonas tendrían que pagar tarifas extras). Lo que hizo la TTC fue unir estas nueve zonas en una única zona tarifaria.
La TTC se benefició con la Gran Depresión. A causa de los altos precios del combustible, muchas personas fueron obligadas a no usar sus automóviles, y a utilizar medios alternativos de transporte, como el transporte público. La Segunda Guerra Mundial también benefició el TTC, a causa del racionamiento del combustible y de las materias primas necesaria para la producción de coches. Durante la depresión y la guerra, los beneficios de la TTC eran lo suficientemente altos como para operar con autonomía sin tener que depender de ayudas externas.

### 1950 - 1980
El 1 de enero de 1954, la Toronto Transportation Commission fue renombrada a Toronto Transit Commission, nombre que lleva hasta nuestros días. El 30 de marzo de aquel mismo año se inaugura la primera línea de metro de la ciudad, la Yonge (después de cinco años de trabajos) entre las estaciones Eglinton y Union. La línea Yonge de Toronto fue la primera línea de metro construida en Canadá, con los fondos obtenidos durante la depresión y la guerra.
La línea se construyó mediante la técnica cut and cover (corte y cubra), con paredes reforzadas. Se construyeron raíles de tranvía temporales a lo largo de las trincheras, de modo que permitiesen que la calle quedara abierta al tráfico el máximo tiempo posible mientras se construía el metro. El primer tren partió por la mañana, siendo sus pasajeros personalidades importantes, como el entonces Premier de Ontario, Leslie Frost y el entonces alcalde de Toronto, Allam Lamport. El tren salió del campo de mantenimiento de Davisville hasta la estación Eglinton —el entonces término norte de la línea— y de allí partió en dirección al sur, hasta el término sur, la estación Union. A las 14:30 de aquel mismo día hizo su viaje el último tranvía a lo largo de la Yonge —sur de Eglinton. El metro redujo el tiempo de viaje de la Eglinton hasta la Unión, cerca de media hora en tranvía, a menos de 15 minutos. Desde 1954 se han ido realizando diversas extensiones que han cuadruplicado el área servida por el metro, y se han añadido tres nuevas líneas (una de ellas totalmente de media capacidad, que utiliza una tecnología diferente al resto del sistema).
La línea Yonge inició un proceso de eliminación de las líneas de tranvía que continuaría hasta 1977. En esta línea también se probaron los primeros trenes de aluminio, al principio con carácter experimental, y posteriormente extendiéndolos a todo el sistema. Estos trenes se popularizaron con rapidez por todo el mundo.
La línea University fue inaugurada en 1963, discurriendo a lo largo de la University Avenue, de la Unión hasta la estación St. George, al norte. En sus orígenes estaba diseñada para atender a casi la misma área que la línea Yonge, con la intención de aumentar la capacidad de esta última, antes de la inauguración de la planeada segunda línea de metro de Toronto, que correría en una dirección este-oeste.
Originalmente, esta línea discurría a lo largo de la Queen Street. Sin embargo, el creciente tránsito de pasajeros en la Bloor Street y en la Danforth Avenue hizo que la ciudad requiriese la construcción de la línea bajo estas calles. Los crecientes gastos de la TTC provocaron que sus beneficios fuesen insuficientes para cubrir sus gastos, y como consecuencia, se hiciese cada vez más dependiente de presupuestos públicos. Gran parte nueva línea sería construida con dinero del ayuntamiento, y la TTC decidió construir la nueva línea de metro en la Bloor-Danforth. La línea Bloor-Danforth sería inaugurada en 1966, y extendida en 1968 y 1980.
La línea Bloor-Danforth causó la desaparición de más líneas de tranvías. La TTC continuó eliminando líneas de tranvías a lo largo de la década de 1970, con la intención de sustituir rutas de bajo volumen de tráfico por líneas de autobús, y rutas de alto volumen de tráfico por líneas de metro. La creciente oposición de la población de Toronto, las limitaciones de los autobuses y los crecientes gastos del metro hicieron que la TTC abandonara esta táctica en 1977, y expandiría gradualmente el sistema de líneas de tranvías. En 1975, se crea el servicio WheelTrans (entonces con el nombre de All-Way Transportation Corporation), con el objetivo de prestar servicios de transporte público a los deficientes físicos. Este órgano, creado e inicialmente administrado por el ayuntamiento de Toronto, pasaría posteriormente bajo control de la TTC.
Mientras tanto, los cambios en la composición del consejo de la Metro Toronto hicieron que la balanza de poder se inclinara a los suburbios de Toronto. En 1973, se extiende la línea Yonge en dirección al norte, hasta York Mills Road, y al año siguiente, hasta Finch Avenue. En 1978, se inaugura la sección Spadina de la línea Yonge-University-Spadina.

### 1980 - Actualidad
La TTC pasó por serias dificultades financieras durante de la década de 1980, a causa del creciente número de pasajeros que utilizaban el sistema, mientras que los beneficios, y los presupuestos recibidos por parte ciudad y de la provincia, no crecían al mismo ritmo que los gastos financieros. Los recortes en ciertos servicios, las huelgas y los aumentos en las tarifas se han ido haciendo más comunes.
Mientras tanto, en 1980 se amplió la línea Bloor-Danforth en ambas direcciones, hasta Kipling y Kennedy. En 1985, se inaugura la Scarborough RT, en 1996 se extiende hacia el norte la línea Spadina, y en 2002 se inaugura la línea Sheppard. La TTC pretende expandir la línea Spadina en dirección al norte, expansión que se concluiría en torno a 2014.

## Líneas de superficie

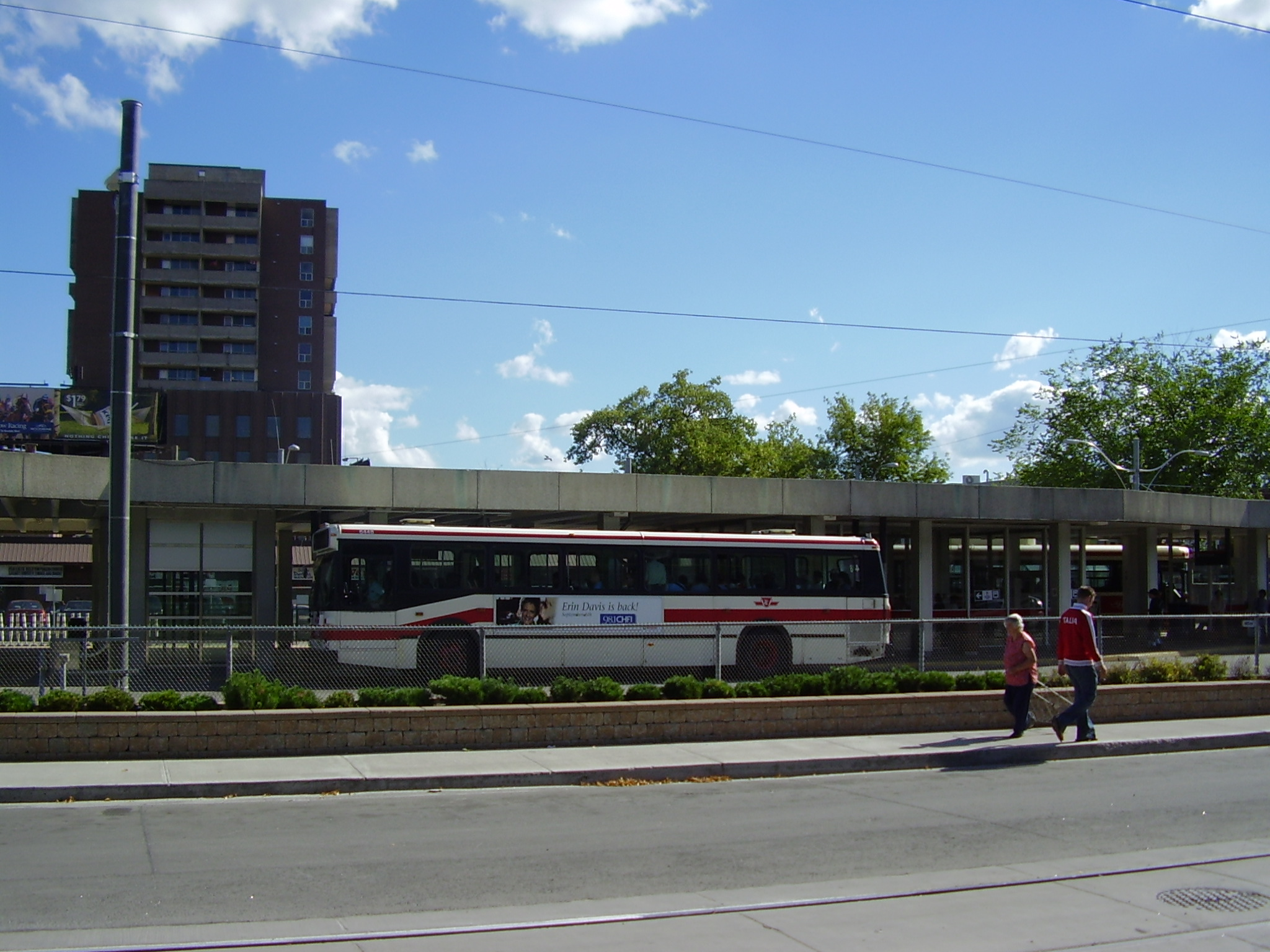
Autobús de la TTC dentro de la zona de transbordo metro ↔ tranvía/autobús de la estación Dundas West.

La TTC utiliza autobuses y tranvías como medios de transporte de superficie. Por lo general, se suelen usar tranvías en las líneas más antiguas, mientras que las más recientes son sólo de autobuses. Ninguna de las rutas de superficie funciona 24 horas al día. De madrugada, cuando el metro de la ciudad está fuera de servicio, la TTC pone en marcha la Blue Night Network, un sistema de rutas nocturnas de autobuses, rutas que son en general muy semejantes a las rutas de superficie regulares. Todas las líneas de superficie regulares de la TTC, a excepción de una, se encuentran con al menos una estación de metro.

### Autobús
Hasta la década de 1960, el papel de los autobuses en la TTC era mínimo, en comparación a los tranvías. Durante las décadas de 1960 y 1970, pasó a sustituir las líneas de tranvía por líneas de autobús. Actualmente, la mayor parte de las líneas de superficie de la TTC son de autobús. Entre las décadas de 1940 y 1980, la TTC puso en funcionamiento algunas líneas de trolebús, aunque entre 1991 y 1993 decidió sustituir sus trolebuses por autobuses.

### Tranvía
La TTC administra una red de Tranvía que tiene diez líneas. Siete de estas líneas tienen los raíles instalados en plena calle, y tres líneas tienen raíles instalados en una parte de la calle separada del resto de la vía para el uso exclusivo de los tranvías. Al igual que con los autobuses, los tranvías no paran en las paradas, sino que lo hacen bajo petición. El parque actual de tranvía utiliza 204 vehículos Flexity Outlook de Bombardier.

## Metro

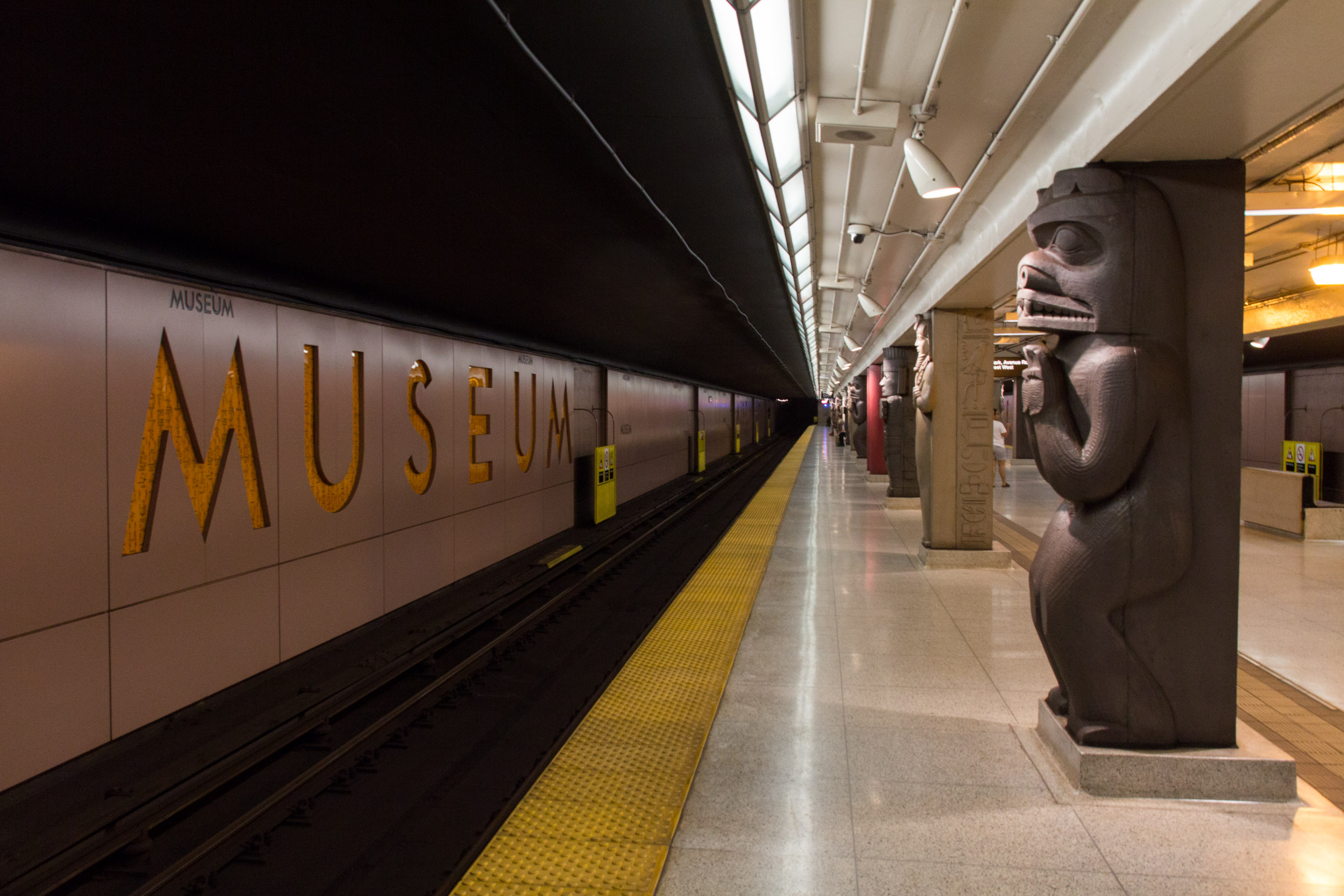
La estación Museum.

La TTC administra un sistema de metro compuesto por cuatro líneas: 
- La Línea 1 Yonge-University, fundada en 1954, es la primera línea de metro de la ciudad. Tiene forma de U, y discurre en sentido norte-sur, principalmente a lo largo de la Yonge Street, de la University Avenue y de la Allen Road;
- La Línea 2 Bloor–Danforth, fundada en 1966, una vía este-oeste, a lo largo de la Bloor Street y de la Danforth Avenue;
- La Línea 3 Scarborough, fundada en 1985, y
- La Línea 4 Sheppard, una línea este-oeste, fundada en 2002, a lo largo de la Sheppard Avenue.

Las líneas 1, 2 y 4 son líneas de metro convencional que utilizan la misma tecnología, mientras que la línea 3 es un metro ligero que tiene notables diferencias con respecto a las otras tres. El metro de Toronto es uno de los medios de transporte más populares de la ciudad, la espina dorsal de su sistema de transporte público.

## WheelTrans

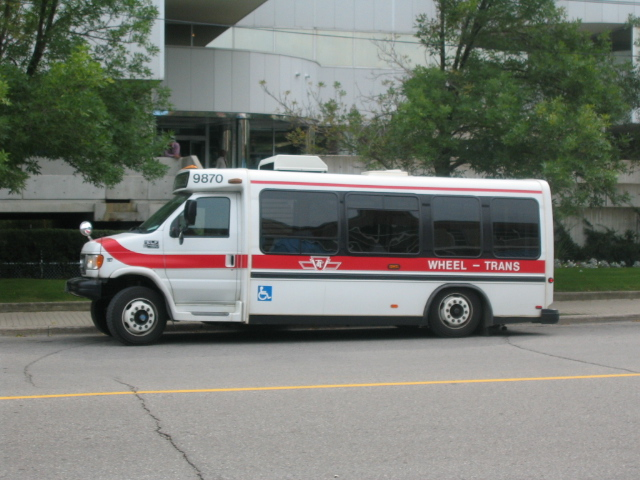
Un vehículo de la WheelTrans.

La TTC administra un servicio destinado únicamente para el transporte de personas con discapacidades físicas, llamado WheelTrans. El WheelTrans opera todos los días del año, de seis de la mañana a una de la madrugada, y dentro de toda la ciudad de Toronto, contando además con conexiones con servicios similares de ciudades vecinas. No tiene líneas regulares, así que las personas que deseen utilizar el WheelTrans necesitan contactar primero con la compañía para realizar reservas. Los pasajeros que deseen utilizar regularamente el WheelTrans (ir a un mismo lugar con regularidad, como mínimo cuatro semanas consecutivas) no necesitan realizar reservas siempre que se quieran desplazar, pero esto sólo es válido para la localidad especificada por el usuario.
Las tarifas cobrada por el WheelTrans son las mismas de los pasajeros de la TTC. Ésta dicta los patrones que definen cuáles personas pueden utilizar el servicio y cuáles no. Para disfrutar de los servicios prestados por la WheelTrans, los posibles usuarios necesitan abonarse a la TTC. Los usuarios por primera vez se suelen abonar permanentemente, pudiendo así disfrutar de sus servicios por un tiempo ilimitado, aunque hay casos en que sólo necesitan los servicios de la WheelTrans por un período limitado de tiempo, y en ese caso se harían un abono temporal. Los turistas que visiten la ciudad también pueden utilizar el WheelTrans. Este servicio utiliza minibuses y automóviles regulares de terceras personas autorizadas, cuyos propietarios realizan el servicio voluntariamente.

## Tarifas

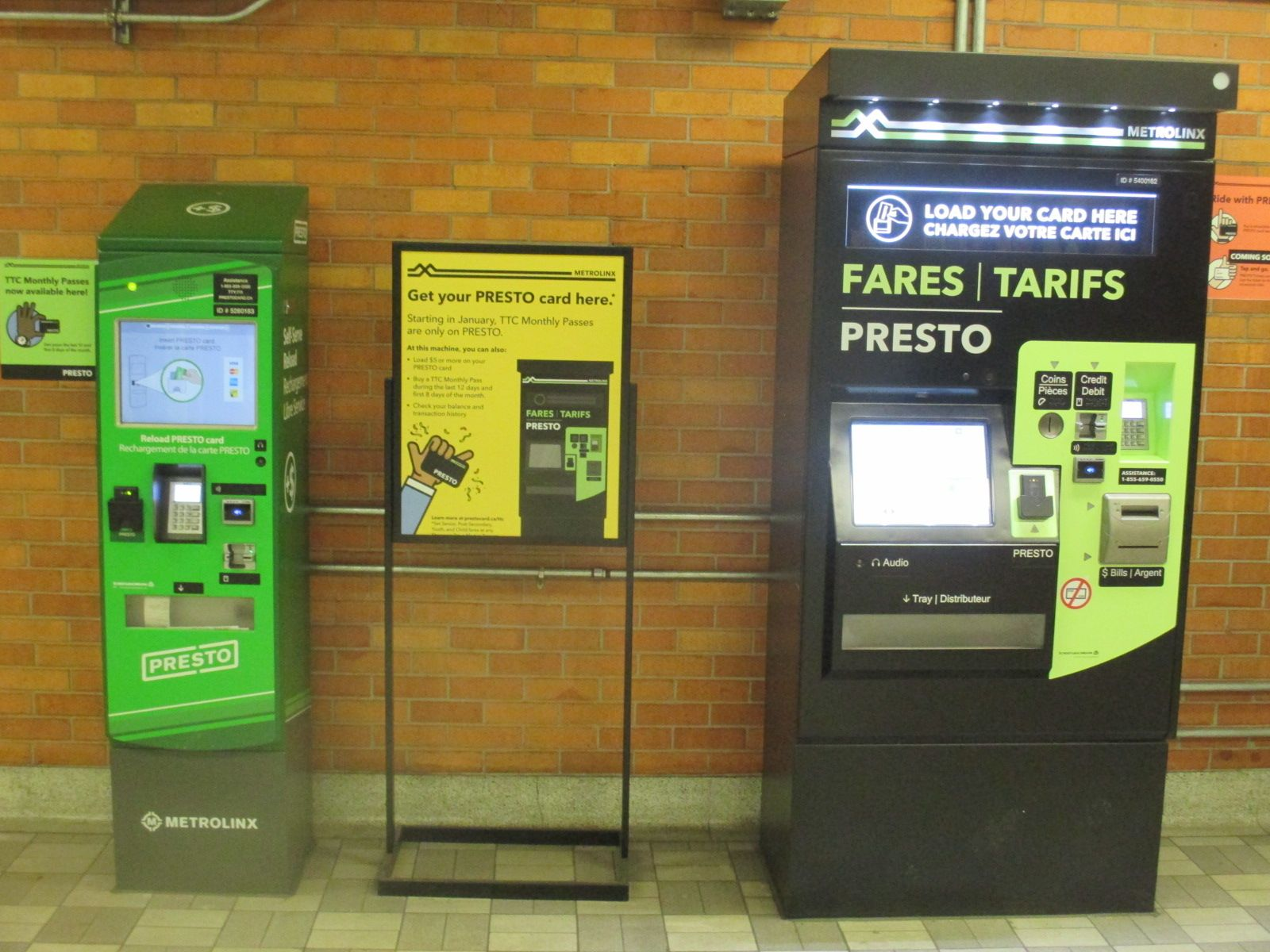
La máquina a la derecha vende tarjetas y boletos Presto. Ambas pueden cargar dinero a una tarjeta Presto.

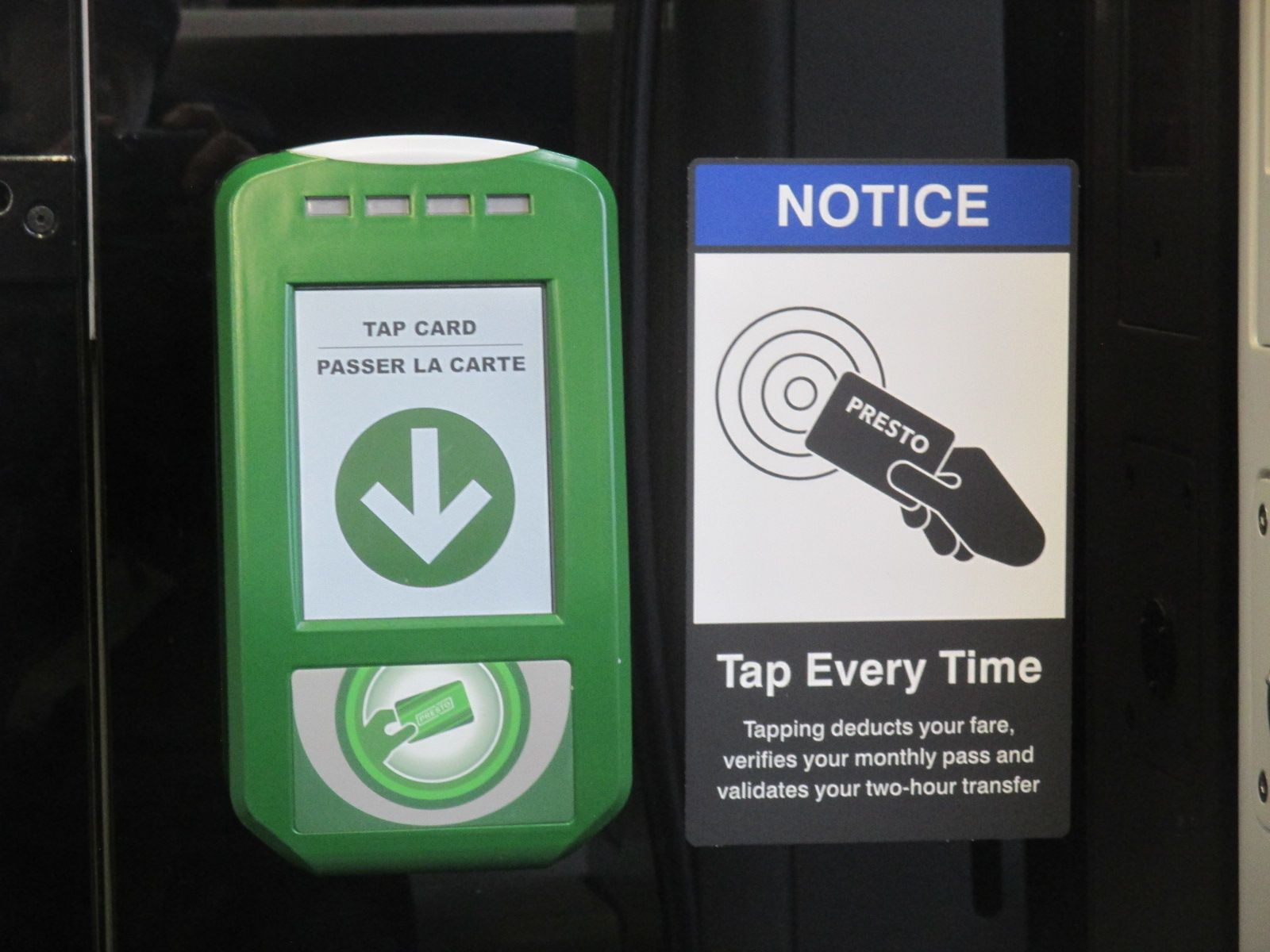
Lector de Presto en un tranvía

La TTC utiliza el sistema electrónico Presto para el pago de las tarifas, y los medios de Presto son la tarjeta Presto (Presto card en inglés) y el boleto Presto (Presto Ticket). Las tarjetas y boletos Presto se venden en las máquinas expendedoras de Presto ubicadas en todas las estaciones de metro de TTC, en el Aeropuerto Internacional Toronto Pearson, y en muchas ubicaciones de Shoppers Drug Mart en Toronto.
La tarjeta Presto es una tarjeta de tarifa electrónica de uso múltiple con un saldo almacenado. Las tarjetas Presto se pueden comprar por $ 6 más un saldo mínimo de $ 10, y no tienen fecha de caducidad. Cada uso de la tarjeta Presto deduce automáticamente la tarifa de la tarjeta. Por lo tanto, debe cargar dinero en la tarjeta en una máquina de Presto de vez en cuando. Para tarifas reducidas para niños o personas mayores / jóvenes, el cliente debe cambiar el tipo de tarifa de la tarjeta Presto en el mostrador de servicio UP Express, el mostrador de boletos de GO Transit en Union Station, la oficina central de TTC en Davisville Station o en las tiendas Shoppers Drug Mart. Una suscripción mensual está disponible en una tarjeta Presto. Las tarjetas Presto también son válidas en muchos servicios de transporte público en Toronto y sus alrededores.
Los boletos Presto son desechables y caducan después del uso especificado (1 viaje, 2 viajes o pase de un día). Solo son válidos en los servicios de la TTC.
Los usuarios de Presto deben tocar su tarjeta Presto o boleto Presto cada vez que ingresan a una estación de metro, o abordar un tranvía o autobús. El lector Presto verifica su validez y cobra la tarifa. Los clientes que utilizan una tarjeta Presto o un boleto Presto de 1 viaje tienen derecho a dos horas de viaje ilimitado en todos los servicios TTC, lo que permite escalas ilimitadas o un viaje de ida y vuelta. El boleto Presto de 2 viajes otorga 2 períodos de viaje separados de dos horas. 
Es posible pagar la tarifa en efectivo. Las monedas se depositan en la caja de tarifas en las estaciones de metro y autobuses. En los tranvías hay dos máquinas expendedoras donde se puede pagar la tarifa con monedas. Después de pagar en efectivo, se debe obtener un recibo (transfer o proof of payment en inglés) para presentarlo a un inspector de tarifas o para transferir a otro vehículo sin pagar otra tarifa. En las estaciones de metro, el recibo se expide a través de máquinas automáticas localizadas inmediatamente detrás de la garita del encargado de la estación. En autobuses, el conductor expide el recibo. En los tranvías lo expide la máquina expendedora al pago de la tarifa. Al pagar en efectivo, la tarifa solo es válida para un viaje de ida sin escalas.
El sistema de transporte público administrado por la TTC es totalmente integrado. Esto quiere decir que los pasajeros pueden realizar una jornada continua de cualquier distancia dentro de Toronto pagando sólo una tarifa. Muchas estaciones de metro de la TTC poseen una terminal de autobuses o tranvías integrada, donde se puede hacer un transbordo entre una línea de superficie con el metro, o entre diferentes líneas de superficie que utilizan la terminal libremente. En el caso de estaciones de metro sin una terminal de autobús o tranvía, así como en conexiones entre diferentes líneas de superficie en cruces, los pasajeros pueden hacer un transbordo sin pagar una otra tarifa. 
La TTC no posee conexiones integradas con ninguna línea de superficie administrada por otras compañías de transporte público, como la GO Transit, o por las ciudades vecinas de Toronto. Algunas líneas de superficie de la TTC van hasta partes de ciudades vecinas, aunque los pasajeros que usen la TTC deben pagar una tarifa extra al viajar entre Toronto y otras ciudades vecinas y viceversa (a excepción de las líneas que atienden el Aeropuerto Internacional Toronto Pearson, que se localiza en Mississauga).

## Horario de operación y restricciones

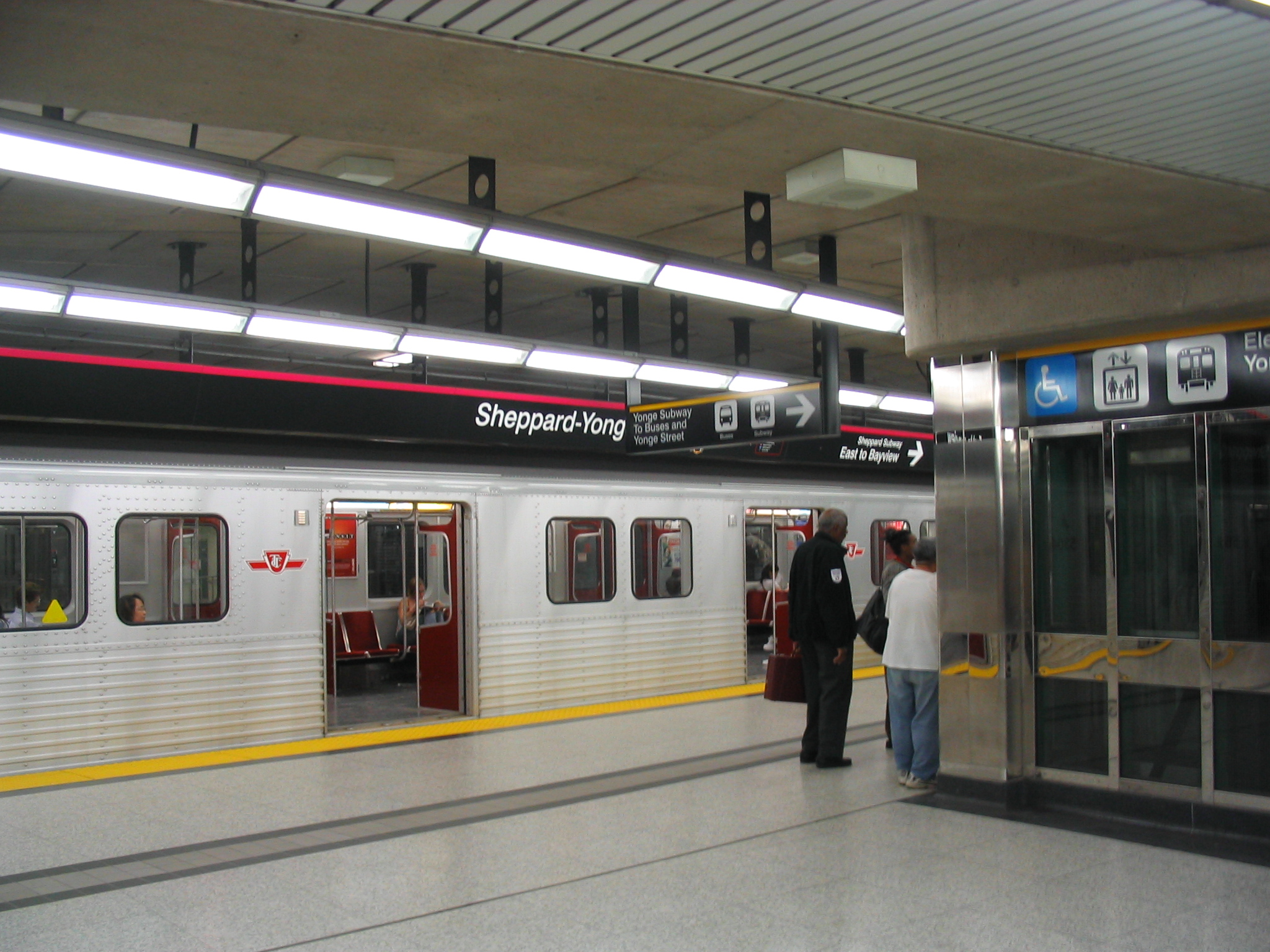
La estación Sheppard-Yonge del metro de Toronto.

El sistema de transporte público de Toronto opera 24 horas al día. Los trenes funcionan aproximadamente cada 3 a 6 minutos y todas las líneas de tranvía operan regularmente de cada dos a cinco minutos. En cambio, el horario de operación de las líneas de autobuses varía con la ruta; hay autobuses que pueden circular cada diez minutos o menos en las rutas más frecuentadas. Otras rutas no están operativas los fines de semana (domingo sólo, o sábado y domingo), y otras sólo funcionan en hora punta, de lunes a viernes.
Si bien el sistema de transporte está en funcionamiento las 24 horas al día, ninguna línea de la TTC opera 24 horas diarias. La TTC administra un sistema de transporte público de madrugada, llamado Blue Night Network. Son en total aproximadamente 20 rutas de autobuses y tranvías, distribuidas de tal modo que la mayor parte de la ciudad esté localizada a menos de dos kilómetros de al menos una ruta de madrugada. Tales rutas sólo son efectuadas por autobuses, que generalmente cubren las rutas que suelen cubrir las líneas regulares equivalentes (o sea, tienen trayectos semejantes), y la línea Bloor-Danforth del metro de Toronto.
La TTC no permite que las personas que transporten bicicletas utilicen cualquier vía de transporte administrada por la compañía durante la hora punta. Fuera de esta hora, sí permite que los pasajeros transporten bicicletas en el metro y en los autobuses que contengan estacionamientos especiales para bicicletas. Durante la hora punta, las personas no pueden transportar animales domésticos en ningún vehículo o establecimiento de la TTC, a no ser que el pasajero padezca ciertas deficiencias mentales (como autismo) o físicas (ceguera y sordera), y necesite la ayuda del animal. Fuera de la hora punta, los pasajeros pueden transportar libremente animales domésticos, siempre que estén en sus compartimentos adecuados.

## Situación financiera
La TTC obtiene aproximadamente un 81% de los beneficios necesarios para la operación y mantenimiento adecuado del sistema por sí mismo, principalmente a través de las tarifas cobradas a los pasajeros. Lo restante proviene en su mayoría de presupuestos cedidos por el gobierno de la provincia de Ontario y por el ayuntamiento de Toronto. Aunque el porcentaje obtenido por la TTC de forma autónoma es el mayor de entre las operadoras de transporte público de las grandes ciudades norteamericanas, su situación financiera ha empeorado en los últimos años, ya que lo restante de los presupuestos necesarios se suministran en cantidad insuficiente, lo que acarrea recortes en servicios, aumentos en las tarifas y huelgas por parte de los trabajadores.
Aunque en años recientes la TTC ha pasado a dar una importancia creciente a la publicidad (en los trenes y estaciones de metro, en las estaciones de tranvías y autobuses, y en el interior de tranvías y autobuses) como medio de generación de ingresos, lo cierto es que los beneficios obtenidos a través de la publicidad son pequeños. En 2003, sólo un 2,3% (17 millones de dólares) de sus beneficios totales provenían de la publicidad.

## Seguridad
Datos generales relacionados con la seguridad del sistema de transporte público de Toronto:
- La TTC emplea a personal especializado (special constables), que tienen los mismos poderes que la policía de Toronto.
- Todas las partes de espera de las estaciones de metro de la TTC tienen un área, la Designated Waiting Area (Área Designada para la Espera, abreviada en DWA), que disponen de cámaras de seguridad e interfonos. Otras cámaras se instalan en lugares como en donde se efectúa el cobro de las tarifas.
- Botones de alarma (en negro y amarillo) en los trenes del sistema de metro. Son en total más de 800 cámaras.
- Las mujeres que viajen en rutas de autobuses entre las 21:00 y las 5:00 pueden salir del autobús en cualquier tramo de la ruta, en vez de sólo en las paradas determinadas.

## Objetos perdidos
A diario, hay pasajeros que olvidan o pierden dentro del sistema de la TTC (vehículos, estaciones) un variado surtido de objetos, como bolsas y mochilas, carteras y productos electrónicos en general (incluso hay personas que se han dejado olvidados ordenadores portátiles). Los empleados recogen los objetos que encuentran y los envían a la estación Bay, que cuenta con una sección de objetos perdidos, que es donde los pasajeros los pueden reclamar. Los objetos que estén bajo posesión del TTC durante más que 90 días después de haberlos recogido se envían a subasta en eBay, y los beneficios obtenidos con la venta se donan a organizaciones de caridad. Estos objetos se venden en lotes, en lugar de individualmente. Tales subastas se realizan una vez al año.

## Referencias

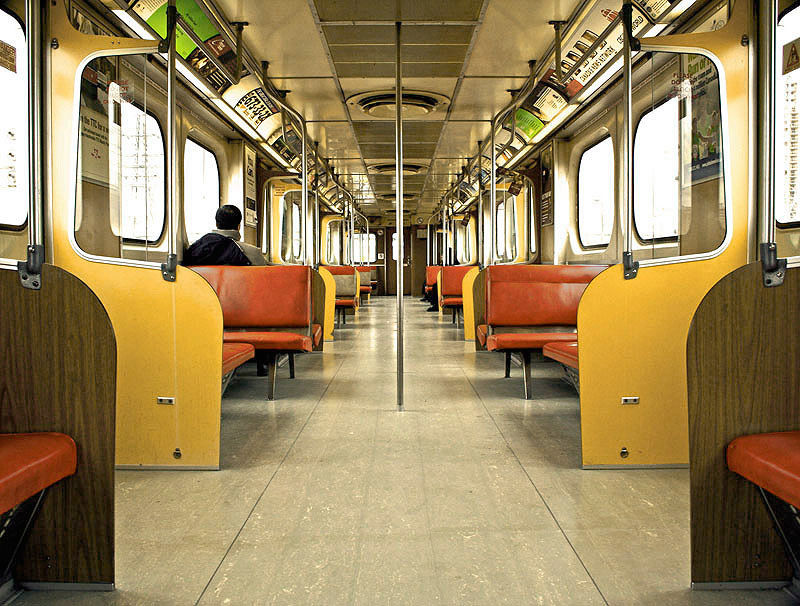
Interior de un vagón de metro de la TTC.